# Человек с рыбой
Человек с рыбой (англ. Man with Fish) — фонтан и скульптура с «говорящей статуей» немецкого художника Штефана Балькенхоля, установленный в 2001 году на открытом воздухе возле входа на первый этаж с юго-западной стороны Аквариума Шедда в городе Чикаго, штат Иллинойс, США.

## История
Фонтан «Человек с рыбой» был подарен Аквариуму Шедда Уильямом Сиком (англ. William N. Sick) в честь его жены Стефани, он был установлен в 2001 году.

## Описание
Фонтан высотой 4,9 м выполнен из бронзы и окрашен; является привлекательным местом для встреч на территории музея.
Скульптура фонтана изображает мужчину посреди мелкого пруда, держащего стоя рыбу, изо рта которой изливается вода. Дно бассейна фонтана (пруда) украшено красочными изображениями морской жизни. Скульптура поднимает такие глубокие философские вопросы, как «Может ли человек держать рыбу размером с него самого?».
Писатель, актёр и комик Кристофер Джерелл Редд, а также актёр, комик, продюсер и сценарист Стив Карелл объединили свои таланты, чтобы сделать статую «говорящей».